# Ондава
Онда́ва — річка у Східній Словаччині. Басейн Ондави з притоками (Топлею та іншими) охоплює територію округів Бардіїв, Свидник, Стропков, Вранов-над-Теплою, Меджилабірці (південно-західна частина), Гуменне (західна частина), Михайлівці (західна частина) і Требишів (північна частина). Разом з Латорицею утворює річку Бодрог, неподалік села Земплін на висоті 94.5 м над рівнем моря. За довжиною 8-ма річка у Словаччині.

## Водосховища
На Ондаві є водосховище Велика Домаша, яке є резервуаром водогінної і питної води. Як регулятор рівня води використовується водосховище Мала Домаша.

## Гідрографія
Ондава тече через Ондавську височину, Бескидське передгір'я , Східнословацьке нагір'я і Східнословацьку рівнину.

## Притоки
Найзначніші ліві притоки:
- Мірошовец
- Мостовка
- Єдловський струмок
- Ладомірка
- Хотчянка
- Войтовець
- Бруснічка
- Грабовчик
- Олька
- Ондавка

Найзначніші праві притоки:
- Русинець
- Грабовчик
- Ольшанка[1]
- Сировий струмок
- Кваковський потік
- Казимірський струмок
- Топля
- Трнавка

## Населені пункти

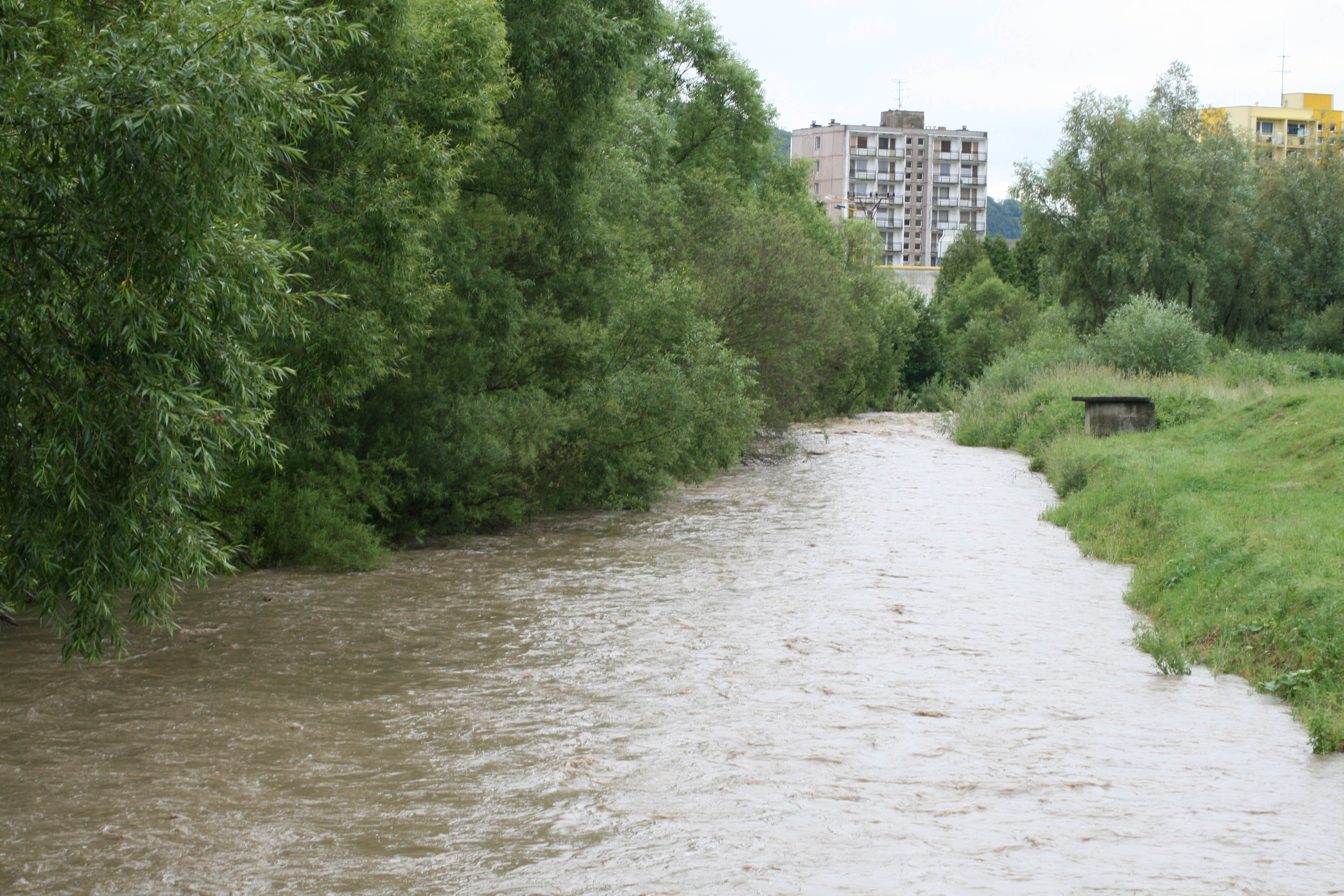
Ондава біля Свидника

Ондава тече через такі населені пункти:
| - Ондавка - Вишня Полянка - Варадка - Нижня Полянка - Микулашова - Цигла - Дубова - Нижній Мирошів - Вишній Орлик - Нижній Орлик - Свидник - Строчин - Местіско - Дуплин - Тісінец - Стропков |  | - Стропков-Бокша - Стропков-Сітнік - Брезниця - Міньовце - Ломне - Бжани - Турани-над-Ондавою - Нова Келча - Мала Домаша - Словацька Кайня - Бенковці - Ондавські Матяшовці - Седліска - Кладзани - Генцовці - Кучин |  | - Нижній Грабовець - Поша - Нижній Грушов - Длге Клчово - Раковец-над-Ондавою - Моравани - Тушиці - Тушицька Нова Весь - Горовці - Трговіште - Бановці-над-Ондавою - Грань - Сірнік - Брегов |